# LPGA Tour 1963
Navigation
Édition précédente Édition suivante
Le LPGA Tour 1963 est la quatorzième édition du Ladies Professional Golf Association Tour (LPGA), circuit professionnel féminin de golf, qui se déroule du 1er février 1963 au 17 novembre 1963 exclusivement aux États-Unis. Cette quatorzième édition de ce circuit permet de proposer un certain nombre de tournois professionnels destinés aux femmes en dehors des compétitions amateurs. La volonté de la professionnalisation des golfeuses leur permet désormais de gagner de l'argent en jouant au golf.
Cette saison comporte trente-deux tournois, soit trois de plus qu'en 1962, auxquels sont insérées des dotations financières en fonction du résultat de la golfeuse. Quatre de ces tournois sont considérés comme « tournoi majeur » - le Championnat Titleholders, le Western Open, l'Open américain et le Championnat LPGA - et sont considérés comme les plus prestigieux et difficiles à remporter.
L'Américaine Mickey Wright gagne pour la troisième fois d'affilée le classement des gains, après l'édition 1961 et 1962, avec 31 269 $ en remportant treize victoires dont deux tournois majeurs :  le Western Open et le Championnat LPGA. Les deux autres tournois majeurs, le Championnat Titleholders et l'Open américain sont respectivement remportés par Marilynn Smith et Mary Mills. Enfin, le « Trophée Vare », créé en 1953, récompensant la golfeuse ayant la moyenne de score la plus basse de la saison est également remporté par Mickey Wright pour la quatrième fois après l'édition 1960, 1961 et 1962.

## Histoire
Pour l'organisation de cette quatorzième édition, tous les tournois se disputent aux États-Unis par des golfeuses principalement américaines professionnelles et amateures. Le calendrier établi fait débuter la saison en Géorgie. L'Invitationnal de Sea Island ouvre la saison avec la victoire de Mickey Wright. Au cours de cette saison, tous les tournois ont été remportés par des golfeuses américaines professionnelles.
Avec treize tournois remportés, l'Américaine Mickey Wright termine première au tableau des gains avec 31 269 $ pour la troisième fois fois de sa carrière après les éditions 1961 et 1962. Parmi ses treize titres, il s'y trouve deux tournois majeurs : le Western Open et le Championnat LPGA. Les deux autres tournois majeurs, le Championnat Titleholders et l'Open américain sont respectivement remportés par Marilynn Smith et Mary Mills.

## Participantes à la saison LPGA 1963
Les participantes ont deux statuts. Certaines sont devenues professionnelles, et pour certaines avant la création de ce circuit, mais de nombreuses amateures prennent également part aux tournois sans toutefois pouvoir recevoir le montant des gains en raison de leur statut.
| Participantes    | Participantes    | Participantes      | Participantes    | Participantes     |
| Professionnelles | Professionnelles | Professionnelles   | Professionnelles | Professionnelles  |
| ---------------- | ---------------- | ------------------ | ---------------- | ----------------- |
| Gloria Armstrong | Kathy Cornelius  | Clifford Ann Creed | Gail Davis       | Shirley Englehorn |
| Mary Lena Faulk  | Sybil Griffin    | Marlene Hagge      | Patsy Hahn       | Sandra Haynie     |
| Betty Jameson    | Ruth Jessen      | Mary Mills         | Judy Kimball     | Murle Lindstrom   |
| Sandra McClinton | Carol Mann       | Jo Ann Prentice    | Jackie Pung      | Betsy Rawls       |
| Barbara Romack   | Wanda Sanches    | Marilynn Smith     | Sandra Spuzich   | Beth Stone        |
| Louise Suggs     | Peggy Wilson     | Sherry Wheeler     | Kathy Whitworth  | Mickey Wright     |
| Amateures        |                  |                    |                  |                   |
| Nancy Roth       |                  |                    |                  |                   |

## Calendrier de la saison 1963
L'édition 1963 se déroule du 1er février 1963 au 17 novembre 1963. La tableau suivant présente tous les tournois programmés pour la saison 1963. Les chiffres entre parenthèses correspondent au nombre de victoires remportées au moment de la victoire de la golfeuse audit tournoi remporté. Il est à noter que tous les tournois considérés comme tournois majeurs sont reconnus comme victoires officielles au palmarès du LPGA et ajoutés au palmarès des golfeuses, même avant sa création en 1950. Les tournois majeurs sont indiqués en gras.
| Date       | Tournoi                                                        | Catégorie      | Dotation (US$) | Vainqueur individuelle |
| ---------- | -------------------------------------------------------------- | -------------- | -------------- | ---------------------- |
| 03/02/1963 | Invitational de Sea Island, Géorgie                            |                | 6 000 $        | Mickey Wright (40)     |
| 10/02/1963 | Open de St. Petersburg, Floride                                |                | 15 500 $       | Louise Suggs (41)      |
| 21/04/1963 | Open de Sunshine, Floride                                      |                | 7 500 $        | Betsy Rawls (46)       |
| 28/04/1963 | Championnat Titleholders, Géorgie                              | Tournoi majeur | 7 500 $        | Marilynn Smith (8)     |
| 05/05/1963 | Open de Peach Blossom, Caroline du Sud                         |                | 7 500 $        | Marilynn Smith (9)     |
| 12/05/1963 | Open d'Alpine Civitan, Louisiane                               |                | 7 500 $        | Mickey Wright (42)     |
| 19/05/1963 | Open de Muskogee Civitan, Oklahoma                             |                | 8 000 $        | Mickey Wright (43)     |
| 26/05/1963 | Open de Dallas Civitan, Texas                                  |                | 13 000 $       | Mickey Wright (44)     |
| 02/06/1963 | Open de Babe Zaharias, Texas                                   |                | 8 000 $        | Mickey Wright (45)     |
| 16/06/1963 | Open de Rock City, Tennessee                                   |                | 10 000 $       | Barbara Romack (1)     |
| 16/06/1963 | Open de Cosmopolitan, Illinois                                 |                | 7 500 $        | Ruth Jessen (5)        |
| 23/05/1963 | Western Open, Wisconsin                                        | Tournoi majeur | 7 500 $        | Mickey Wright (46)     |
| 30/06/1963 | Open de Carvel, New York                                       |                | 9 000 $        | Kathy Whitworth (3)    |
| 07/07/1963 | Open de Carling Eastern, Massachusetts                         |                | 10 000 $       | Shirley Englehorn (3)  |
| 14/07/1963 | Open de Sight, Maryland                                        |                | 10 000 $       | Marlene Hagge (18)     |
| 20/07/1963 | Open américain, Ohio                                           | Tournoi majeur | 9 000 $        | Mary Mills (1)         |
| 28/07/1963 | Open de Wolverine, Michigan                                    |                | 8 000 $        | Kathy Whitworth (4)    |
| 04/08/1963 | Open de Milwaukee Jaycee, Wisconsin                            |                | 12 000 $       | Kathy Whitworth (5)    |
| 11/08/1963 | Open de Waterloo, Iowa                                         |                | 7 500 $        | Mickey Wright (47)     |
| 18/08/1963 | Albuquerque Swing Parade, Nouveau-Mexique                      |                | 10 000 $       | Mickey Wright (48)     |
| 25/08/1963 | Open d'Ogden, Utah                                             |                | 8 500 $        | Kathy Whitworth (6)    |
| 02/09/1963 | Open d'Idaho Centennial, Idaho                                 |                | 7 500 $        | Mickey Wright (49)     |
| 08/09/1963 | Open de Spokane, Washington                                    |                | 9 000 $        | Kathy Whitworth (7)    |
| 15/09/1963 | Open d'Eugene, Oregon                                          |                | 10 000 $       | Marilynn Smith (10)    |
| 22/09/1963 | Open de Visalia, Californie                                    |                | 10 000 $       | Mickey Wright (50)     |
| 29/09/1963 | Mickey Wright Invitational, Californie                         |                | 9 000 $        | Mickey Wright (51)     |
| 13/10/1963 | Championnat LPGA, Nevada                                       | Tournoi majeur | 16 500 $       | Mickey Wright (52)     |
| 20/10/1963 | Open d'Hillside, Californie                                    |                | 7 500 $        | Kathy Whitworth (7500) |
| 27/10/1963 | Open de Phoenix Thunderbird, Arizona                           |                | 10 000 $       | Sandra Haynie (3)      |
| 03/11/1963 | Open de Cavern City, Nouveau-Mexique                           |                | 7 500 $        | Marilynn Smith (11)    |
| 10/11/1963 | San Antonio Civitan, Texas                                     |                | 8 500 $        | Kathy Whitworth (9)    |
| 17/11/1963 | Invitational de Mary Mills Mississippi Gulf Coast, Mississippi |                | 15 600 $       | Kathy Whitworth (10)   |

## Classements saison 1963

### Tableau des gains («Money list»)
Le tableau ci-dessous est le classement des golfeuses par gains obtenus sur cette saison 1963. Le classement par gains est remporté par Mickey Wright avec 31 269 $ remportés.
| Cla. | Golfeuses     | Gains    | Victoires |
| ---- | ------------- | -------- | --------- |
| 1    | Mickey Wright | 31 269 $ | 13        |

### Trophée Vare («Vare Trophy»)
Le tableau ci-dessous est le classement des golfeuses par scores les plus bas sur cette saison 1963.
| Cla. | Golfeuses     | Moyenne |
| ---- | ------------- | ------- |
| 1    | Mickey Wright |         |